# España en los Juegos Olímpicos de Múnich 1972
España estuvo representada en los Juegos Olímpicos de Múnich 1972 por una delegación de 123 deportistas (118 hombres y 5 mujeres) que participaron en 15 deportes. El portador de la bandera en la ceremonia de apertura fue el esquiador Francisco Fernández Ochoa.
Responsable del equipo olímpico fue el Comité Olímpico Español (COE), así como las federaciones deportivas nacionales de cada deporte con participación.

## Medallas
El equipo olímpico español consiguió durante los Juegos las siguientes medallas:
| Nombre                | Deporte | Competición       | Fecha           |
| --------------------- | ------- | ----------------- | --------------- |
| Oro                   |         |                   |                 |
| —                     |         |                   |                 |
| Plata                 |         |                   |                 |
| —                     |         |                   |                 |
| Bronce                |         |                   |                 |
| Enrique Rodríguez Cal | Boxeo   | Minimosca (48 kg) | 8 de septiembre |

### Por deporte
| Evento | Oro | Plata | Bronce | Total |
| ------ | --- | ----- | ------ | ----- |
| Boxeo  | 0   | 0     | 1      | 1     |
| TOTAL  | 0   | 0     | 1      | 1     |

## Diplomas olímpicos
En estos Juegos como venía sucediendo desde los Juegos Olímpicos de Londres 1948 y como sucedería hasta los de Los Ángeles 1984 recibían diploma olímpico los atletas clasificados hasta el sexto puesto. En total se consiguieron 4 diplomas olímpicos en diversos deportes, de estos 1  correspondió a diploma de cuarto puesto y 3 de quinto.
| Nombre                           | Deporte   | Competición                  | Fecha           |
| -------------------------------- | --------- | ---------------------------- | --------------- |
| 4.°                              |           |                              |                 |
| Mariano Haro                     | Atletismo | 10 000 m                     | 3 de septiembre |
| 5.°                              |           |                              |                 |
| Antonio Rubio Fernández          | Boxeo     | Pluma (57 kg)                | 3 de septiembre |
| Juan Francisco Rodríguez Márquez | Boxeo     | Gallo (54 kg)                | 5 de septiembre |
| Jaime González Chas              | Tiro      | Pistola rápida de fuego 25 m | 1 de septiembre |
| 6.°                              |           |                              |                 |
| —                                |           |                              |                 |

## Participantes por deporte
De los 21 deportes (24 disciplinas) reconocidos por el COI en los Juegos Olímpicos de verano, se contó con representación española en 15 deportes (17 disciplinas). 
| N.º | Deporte                        | H   | M | T   |
| 1   | Atletismo                      | 11  | 0 | 11  |
| 2   | Baloncesto                     | 12  | – | 12  |
| 3   | Balonmano                      | 15  | – | 15  |
| 4   | Boxeo                          | 5   | – | 5   |
| 5   | Ciclismo en ruta               | 6   | – | 6   |
| 5   | Ciclismo en pista              | 2   | – | 2   |
| 6   | Esgrima                        | 0   | 0 | 0   |
| 7   | Fútbol                         | 0   | – | 0   |
| 8   | Gimnasia artística             | 3   | 1 | 4   |
| 9   | Halterofilia                   | 1   | – | 1   |
| 10  | Hípica                         | 4   | 0 | 4   |
| 11  | Hockey                         | 18  | – | 18  |
| 12  | Judo                           | 1   | – | 1   |
| 13  | Lucha                          | 0   | – | 0   |
| 14  | Natación                       | 7   | 2 | 9   |
| 14  | Saltos                         | 1   | 1 | 2   |
| 14  | Waterpolo                      | 11  | – | 11  |
| 15  | Pentatlón moderno              | 0   | – | 0   |
| 16  | Piragüismo en aguas tranquilas | 4   | 0 | 4   |
| 16  | Piragüismo en eslalon          | 0   | 0 | 0   |
| 17  | Remo                           | 0   | – | 0   |
| 18  | Tiro                           | 9   | – | 9   |
| 19  | Tiro con arco                  | 1   | 1 | 2   |
| 20  | Vela                           | 7   | 0 | 7   |
| 21  | Voleibol                       | 0   | 0 | 0   |
|     | TOTAL                          | 118 | 5 | 123 |